# Seefliegerabteilungen
Seefliegerabteilungen waren in der Kaiserlichen Marine des Deutschen Reiches Truppenteile, die den fliegerischen Dienst im Ostsee- und Nordseebereich übernahmen.

## Marinefliegerabteilung
Am 1. Juni 1913 wurde in Putzig die Marinefliegerabteilung (M.F.A.) und die Marineluftschiffabteilung (M.L.A.) in Johannisthal aufgestellt. Beide Abteilungen waren dem Reichsmarineamt unterstellt. Die M.F.A. wurde durch den ehemaligen Leiter der bisherigen Versuchsstation Putzig, Gygas, geführt.
Im Verlauf des Jahres 1913 erwarb die Kaiserliche Marine als Reaktion auf eine am 3. Mai 1913 von Kaiser Wilhelm II. erlassene Verfügung zur Aufstellung einer Marinefliegerabteilung mangels einheimischer Alternativen ein britisches Schwimmerflugzeug vom Typ Avro 503 und testete es mit dem Marinekennzeichen D–12 versehen bei ihren Herbstmanövern von 1913 auf seine Seetüchtigkeit. Dabei schnitt es im Vergleich zu drei ebenfalls teilnehmenden deutschen Konstruktionen von Albatros und AGO sehr viel besser ab, so dass die Marineleitung zum Anfang des Jahres 1914 der AGO GmbH den Auftrag zur Entwicklung eines ähnlichen Musters erteilte. Aber weder deren mit einem Oberursel-Umlaufmotor ausgerüstete Avro-Kopie noch ein auf Schwimmer gesetztes und mittlerweile veraltetes AGO-Gitterrumpfflugzeug konnten bei der im Januar 1914 in Kiel-Holtenau durchgeführten Präsentation überzeugen, so dass der Auftrag über fünf Flugzeuge im Februar an Albatros und den Flugzeugbau Friedrichshafen übertragen wurde. Ende April 1914 begann die Auslieferung der beiden Konkurrenzmuster, doch während der Entwurf von Albatros den Anforderungen ebenfalls nicht genügte, wurden die fünf FF 19 bis zum 18. Mai 1914 von der Marine übernommen und absolvierten die vom 7. Mai bis zum 18. Juni durchgeführten Tests anstandslos. Sie wurden mit den Marinenummern 25 bis 29 in Dienst gestellt, wobei eines der Flugzeuge für Bruchversuche verwendet wurde. Zu Kriegsbeginn hatte die Marinefliegerabteilung in Stärke 217 Mann mit 32 Flugzeugen und vier Flugbooten einschließlich der Schulmaschinen; feldverwendungsfähig waren jedoch nur zwölf Wasser- und ein Landflugzeug.
Die Unterstellung war unter die Inspektion der Küstenartillerie und des Minenwesens (Cuxhaven) bei der Marinestation der Nordsee.
Am 1. Juli 1914 erfolgte die Verlegung nach Kiel-Holtenau. Kommandeur der Marinefliegerabteilung war der Fregattenkapitän Hans Gygas.
Später wurde die M.F.A. in die I. Marine-Flieger-Abteilung mit der Verantwortung für den Ostseebereich und in die II. Marine-Flieger-Abteilung mit der Verantwortung für den Nordseebereich aufgeteilt.
Im September 1915 wurden die beiden Marine-Flieger-Abteilungen in Seefliegerabteilung umbenannt. Hierfür wurden Teile des freiwilligen Marinefliegerkorps herangezogen.

## I. Marine-Flieger-Abteilung
Aus der Marinefliegerabteilung wurde die I. Marine-Flieger-Abteilung mit der Verantwortung für den Ostseebereich gebildet. Mitte Oktober 1914 war die Unterstellung beim Führer der Marine-Luftschiffe. Im September 1915 wurde aus der I. Marine-Flieger-Abteilung die I. Seefliegerabteilung.

### Unterstellungen
- Angernsee (Aufbau im Sommer 1915)
- Apenrade (Aufbau im April 1915)
- Flensburg (ab Mitte November 1914 Herrichtung eines Seeflugstützpunktes)
- Holtenau (Aufbau einer Flugstation ab Frühjahr 1913)
- Kiel (Gründung einer Festungs-Landflugstation sofort nach Kriegsausbruch)
- Libau (Errichtung der Seeflugstation im Mai 1915, im Sommer Aufbau der Landflugstation Libau)
- Warnemünde (Gründung einer Marine-Flugstation bereits Anfang August 1914)
- Bug und Wiek auf Rügen (im August 1914 Errichtung einer Flugstation in Stralsund)
- Nest bei Köslin (Gründung Anfang August 1914)
- Putzig bei Danzig (bereits im Winter 1911/12 als Flugversuchsstation errichtet)
- Windau (Aufbau im Sommer 1915)

### Kommandeure
Kommandeur war bis April 1915 Fregattenkapitän Hans Gygas, welcher vorher bereits Kommandeur der Marinefliegerabteilung gewesen war. Anschließend war Kapitän zur See Hans Klappenbach bis zur Umbenennung Kommandeur.

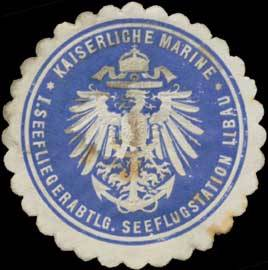
Siegelmarke Seeflugstation Libau der I. Seefliegerabteilung

## I. Seefliegerabteilung/Seefliegerabteilung der Ostsee

### Geschichte
Im September 1915 wurde aus der I. Marine-Flieger-Abteilung die I. Seefliegerabteilung (S.F.A.), wobei Teile des freiwilligen Marinefliegerkorps herangezogen wurden. Der Einsatzbereich blieb in der Ostsee und der Stützpunkt lag in Kiel-Holtenau.
Gegen Kriegsende waren die Seeflugstationen dem Kommandeur der Flieger unterstellt. Im Juli 1919 wurde aus der I. Seefliegerabteilung die Seefliegerabteilung der Ostsee. Nach dem Verbot der Militärfliegerei aufgrund des Versailler Vertrags wurde Ende 1920 die Seefliegerabteilung der Ostsee aufgelöst.

### Unterstellungen Mai 1916
- Seeflugstation Angernsee
- Apenrade (ab Sommer 1916 Seeflugstation)
- Flensburg (Seeflugstützpunkt, ab Ende Juli 1916 Seeflugstation)
- Holtenau (ab Ende Oktober 1915 Seeflugstation)
- Kiel
- Libau (im Sommer 1915 Aufbau der Landflugstation Libau)
- Warnemünde (ab Ende Oktober 1915 Seeflugstation)
- Bug und Wiek auf Rügen (im November 1915 Gründung eines Flugstützpunktes in Wiek, Verlegung des Hauptbetriebes dorthin im Juni 1916, ab diesem Zeitpunkt Seeflugstation, Stralsund blieb bis zur Auflösung im November 1917 Depot, die Seeflugstation Bug wurde im Oktober 1916 eröffnet)
- Nest bei Köslin (ab Ende Oktober 1915 Seeflugstation Köslin, ab Ende Januar 1917 Seeflugstation Nest bei Groß Mölln)
- Putzig bei Danzig (ab Ende Oktober 1915 Seeflugstation)
- Windau (Seeflugstützpunkt)
- drei Flugzeugmutterschiffe
- Sonderkommando Türkei
- Seeflugstation Warna
- Sonderkommando bei der Feldfliegerabteilung Xanti

### Kommandeure (Auswahl)
- Korvettenkapitän Kurt Ritter Henschel von Gilgenheimb: von der Einrichtung im September 1915 bis August 1916

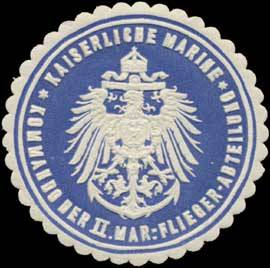
Siegelmarke der II. Marine-Flieger-Abteilung

## II. Marine-Flieger-Abteilung
Aus der Marinefliegerabteilung wurde die II. Marine-Flieger-Abteilung mit der Verantwortung für den Nordseebereich gebildet. Standort war Wilhelmshaven.
Im September 1915 wurde aus der II. Marine-Flieger-Abteilung die II. Seefliegerabteilung.

### Unterstellungen
- List auf Sylt (Einrichtung als Wasserflugstation im August 1914, ab Ende Oktober 1914 Seeflugstation)
- Helgoland (bereits bei Kriegsausbruch vorhanden, ab Ende Oktober 1915 Seeflugstation)
- Norderney (Ende August 1914 als Wasserflugstützpunkt gegründet, ab November 1915 Seeflugstation)
- Wilhelmshaven
- Borkum (nach Kriegsausbruch als Wasserflugstation eingerichtet, ab Ende Oktober 1915 Seeflugstation)
- Landflugstationen Nordholz-Cuxhaven

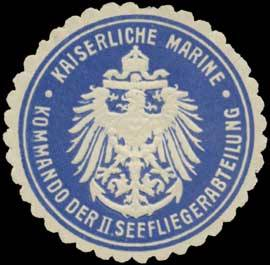
Siegelmarke der II. Seefliegerabteilung

- Tondern
- Rüstringen

### Kommandeure (Auswahl)
Ab August 1914 war Korvettenkapitän Friedrich Brehmer Kommandeur, welcher später auch Kommandeur der II. Seefliegerabteilung wurde.

## II. Seefliegerabteilung/Seefliegerabteilung der Nordsee

### Geschichte
Im September 1915 wurde aus der II. Marine-Flieger-Abteilung die II. Seefliegerabteilung (S.F.A.), wobei Teile des freiwilligen Marinefliegerkorps herangezogen wurden. Der Einsatzbereich blieb in der Nordsee und der Stützpunkt lag in Wilhelmshaven.
Gegen Kriegsende waren die Seeflugstationen dem Kommandeur der Flieger unterstellt. Im Juli 1919 wurde aus der II. Seefliegerabteilung die Seefliegerabteilung der Nordsee. Nach dem Verbot der Militärfliegerei aufgrund des Versailler Vertrags wurde Ende 1920 die Seefliegerabteilung der Nordsee aufgelöst.

### Unterstellungen Mai 1916
- Torpedoboot D 4
- Seeflugstation Helgoland
- Seeflugstation List
- Seeflugstation Borkum
- Seeflugstation Norderney
- Seeflugstützpunkt Tönning
- Flugzeugdepot Wilhelmshaven

Die Seeflugstationen Zeebrügge (Einrichtung Ende 1914) und Ostende (ab April 1917) waren militärisch dem Kommando der Flieger beim Marinekorps Flandern unterstellt. Personell und materiell erfolgte aber die Versorgung durch die II. Marine-Flieger-Abteilung bzw. II. Seefliegerabteilung.

### Kommandeure
- Korvettenkapitän/Fregattenkapitän Friedrich Brehmer: von der Einrichtung bis Mai 1918, war vorher bereits ab August 1914 Kommandeur der II. Marinefliegerabteilung und zugleich Führer der Seeflieger der Hochseestreitkräfte
- unbekannt
- Korvettenkapitän Bernhard Freiherr von Paleske: von August 1918 bis Oktober 1918
- Korvettenkapitän Hans Wendt: von Oktober 1918 bis Kriegsende
- Kapitänleutnant Hermann Mans
- Kapitänleutnant Walter Langfeld
- Kapitänleutnant Friedrich Chorus